# Crystal (New Mexico)

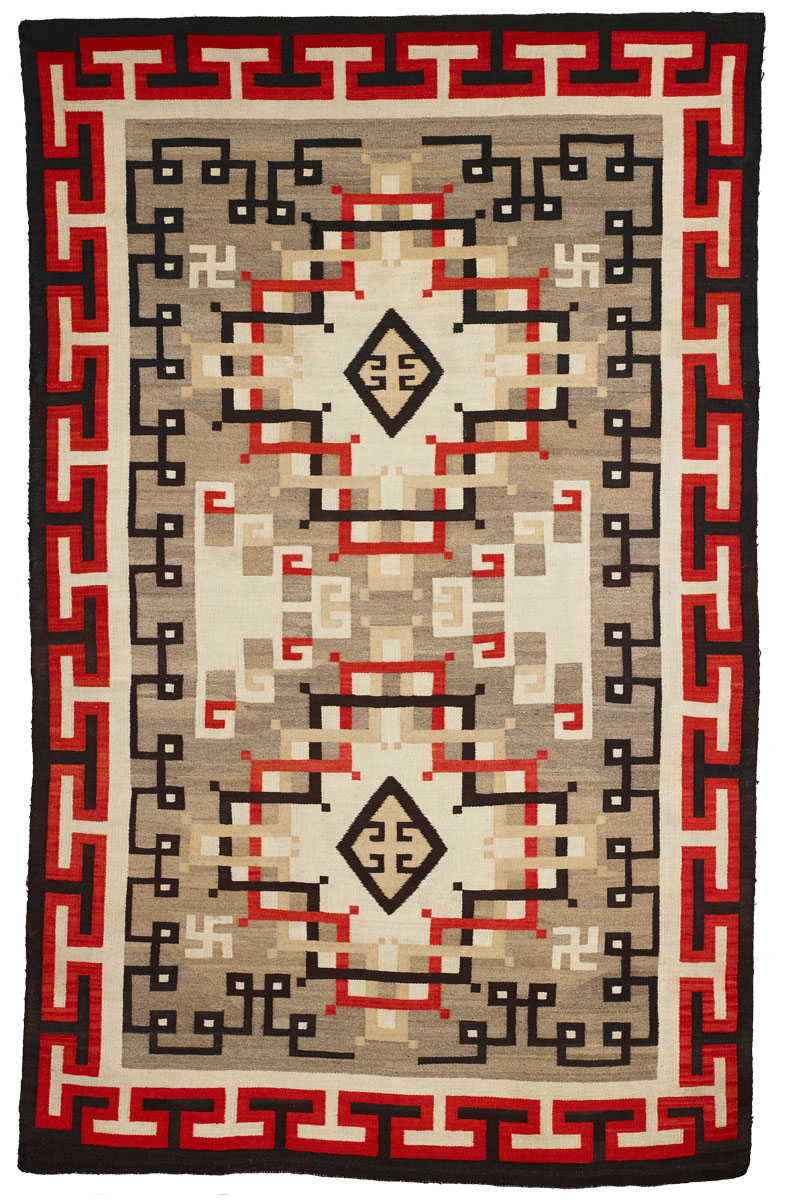
Gewebter Teppich im frühen Crystal-Stil

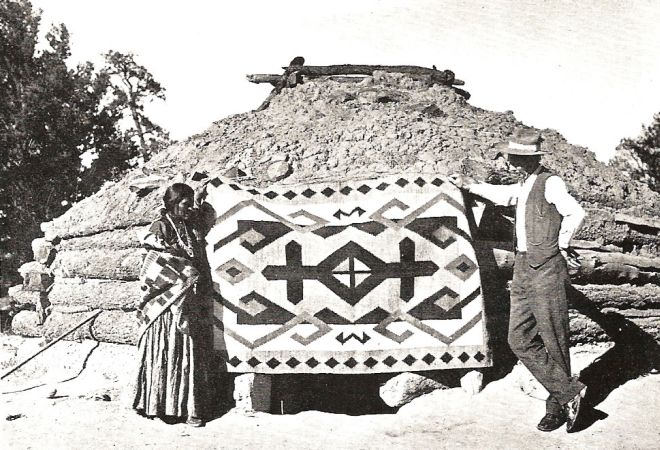
Crystal-Trading-Post mit einem gewebten Navajo-Teppich 1911

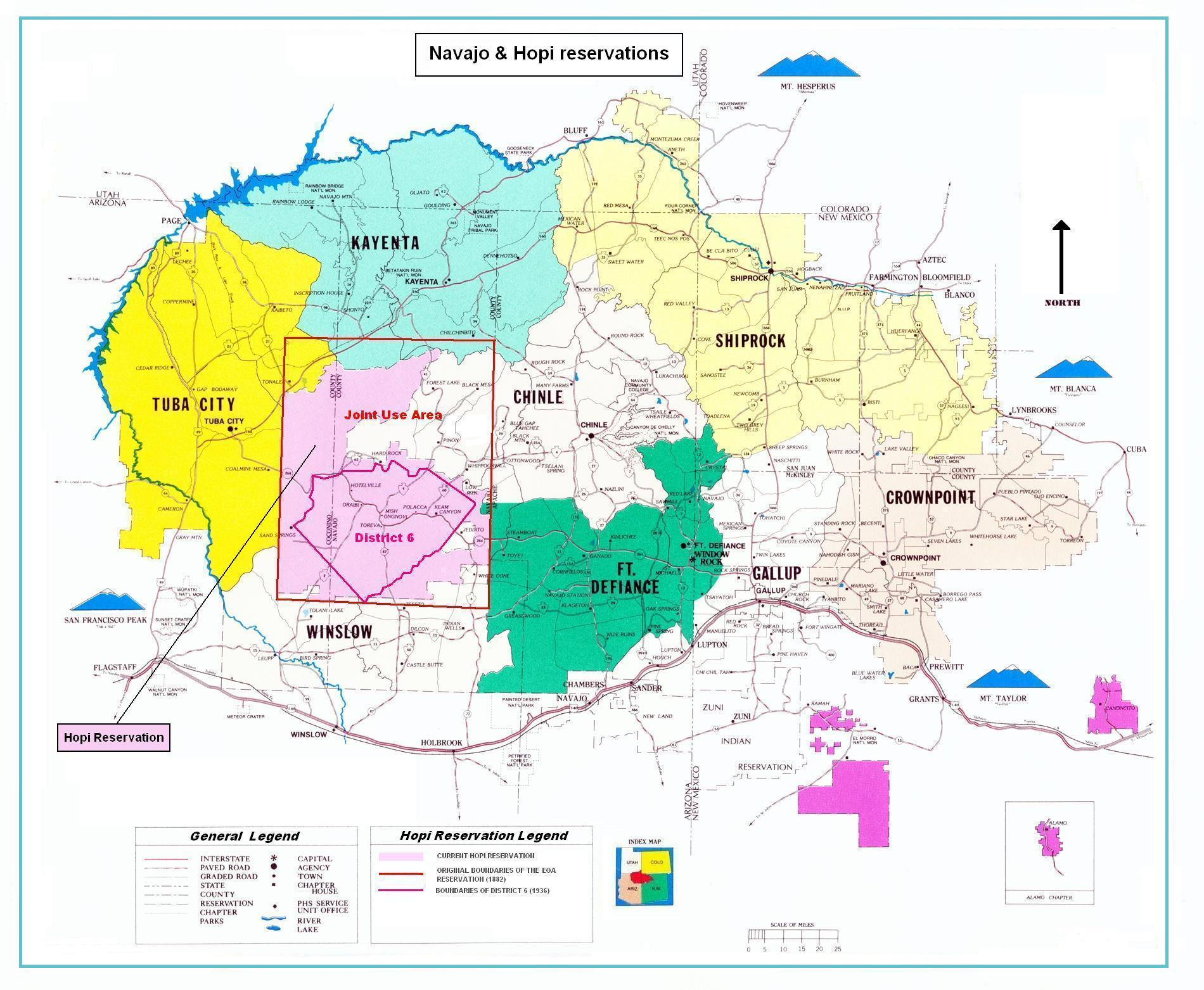
Lage in der Navajo Nation, Crystal liegt in der nordöstlichen Ecke der Fort Defiance Agency (grün)

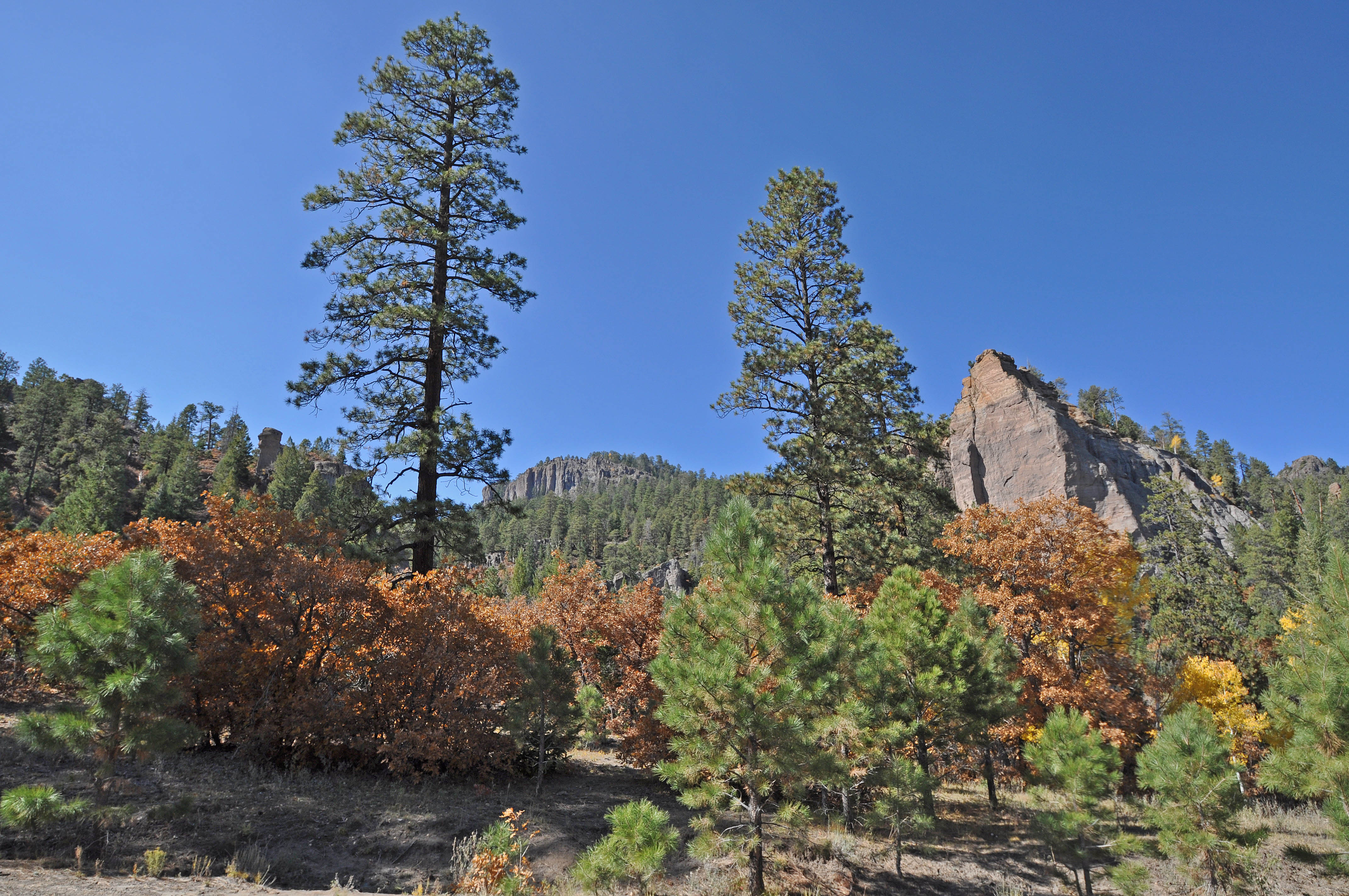
Narbona Pass

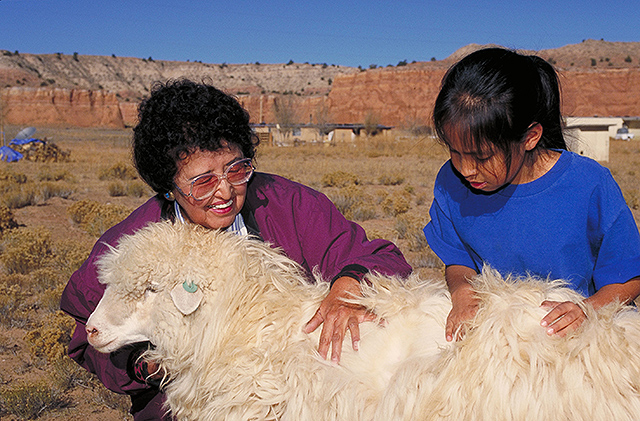
Heutige Situation, Navajo Schafe bilden die Existenzgrundlage

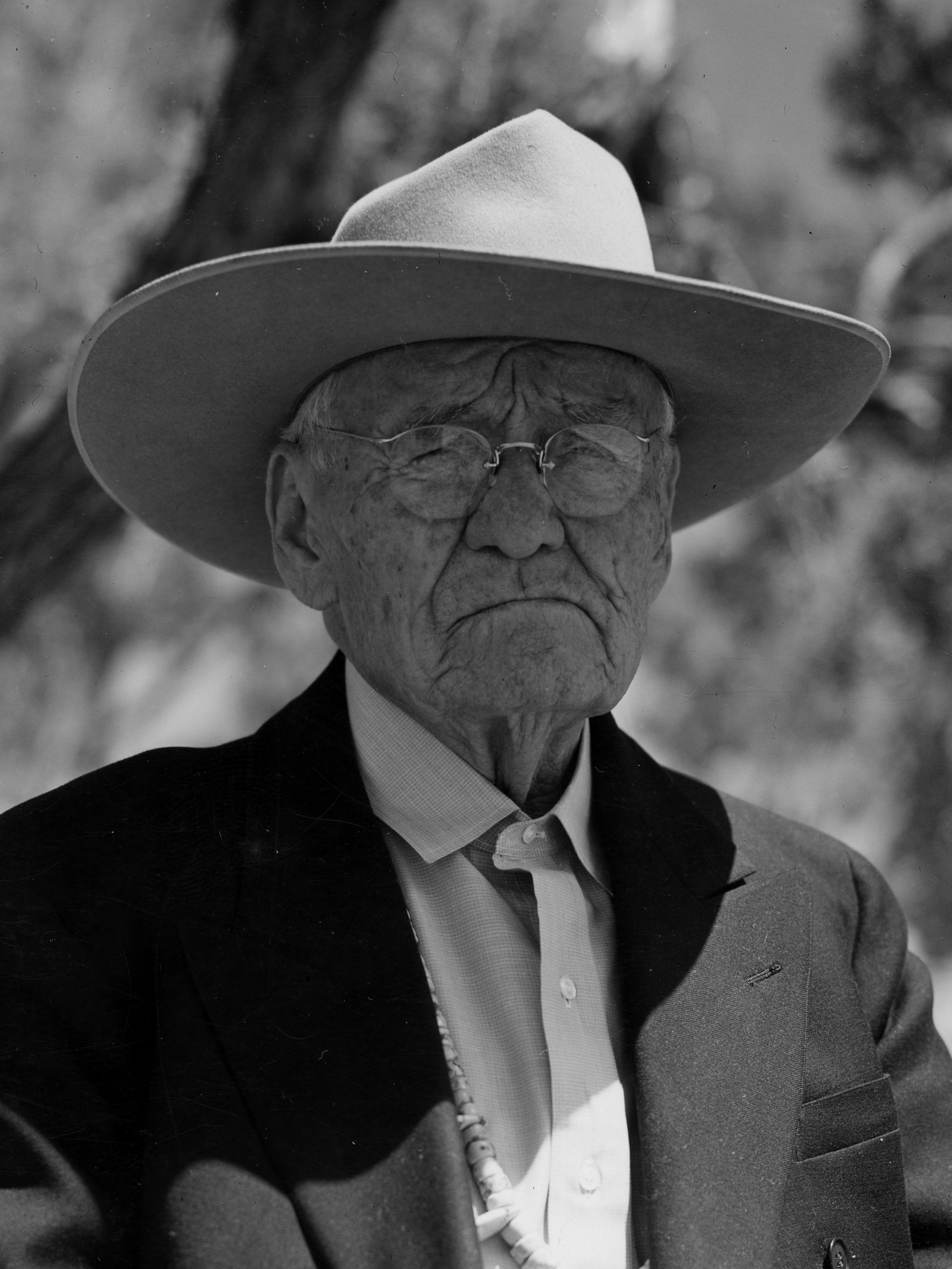
Henry Chee Dodge 1946

Crystal oder auf Navajo Tóniłtsʼílí ist ein Dorf, ein Navajo Chapter und ein Census-designated place (CDP) mit knapp 300 Einwohnern in den Countys San Juan und McKinley in New Mexico, USA. Der zum McKinley County gehörende Teil von Crystal gehört zur Gallup Micropolitan Statistical Area, während der zum San Juan County gehörende Teil zur Farmington Metropolitan Statistical Area gehört.

## Navajo Chapter Crystal
Crystal ist ein Teil der autonom verwalteten Navajo Nation Reservation. Wie alle indigenen Völker auf dem Gebiet der heutigen USA wurden die nach Krieg und Deportation überlebenden Navajos in Reservate gezwungen. Diese Gebiete sind oft Wüsten, Halbwüsten oder Bergregionen. Auch heute noch sind die Gebiete infrastrukturell und wirtschaftlich sehr benachteiligt, dies gilt auch für Crystal. Die Verwaltung auf Gemeindeebene obliegt dem gleichnamigen Navajo Chapter Crystal oder  Tóniłtsʼílí Chapter, dessen Gebiet sich auch auf den Bundesstaat Arizona ausdehnt. Das gesamte Chapter hat 407 km2 und nur 670 Bewohner in Streusiedlungen (Stand 2010). Das Chapter gehört zum Navajo Verwaltungsbezirk Fort Defiance Agency der Navajo Nation.

## Geschichte
Crystal wurde 1884 mit der Einrichtung eines Handelspostens gegründet. 1896 kaufte John Bradford Moore, ein Ire aus Sheridan, Wyoming, das Handelsgelände. Er nannte seinen Posten an der westlichen Mündung des Narbona Pass „Crystal Trading Post“. In den Wintermonaten beschäftigte er Navajo-Weberinnen mit der Teppichherstellung.
Moore verstand, was der Markt im Osten der USA schätzte, und betonte in seinem Katalog die Verwendung natürlicher Materialien und traditioneller Technologie. Trotzdem führte er Fließbandproduktion ein und verwendete maschinell hergestellte Garne mit synthetischen Farbstoffen. Die Löhne für die Weberinnen waren extrem niedrig, das sah sogar Moore selbst so.

## Geographische Lage
Die Gemeinde Crystal liegt im westlichen, südlich-zentralen Teil der Chuska Mountains auf einer Höhe von etwa 2100 Meter über dem Meeresspiegel. Das Gemeindezentrum befindet sich etwa 1,5 km östlich der Staatsgrenze Arizona/New Mexico, am Kreuzungspunkt der Navajo Route 12 (N12) und der New Mexico State Route 134, die über den Narbona-Pass (früher Washington-Pass) führt.
Crystal befindet sich in einer Waldregion, die zu den Chuskas gehört. Die jährliche Niederschlagsmenge beträgt etwa 380 mm, meist in Form von Schnee. Die durchschnittliche Schneehöhe im Winter beträgt etwa einen Meter, wobei die Temperaturen auf bis zu −29 Grad Celsius sinken können. Die Sommertemperaturen sind angenehm und liegen im Durchschnitt um die 27° Celsius.
| Canyon de Chelly     | Wheatfields (Arizona)                       | Sheep Springs |
| White Clay (Arizona) | Kompassrose, die auf Nachbargemeinden zeigt | Naschitti     |
| Sawmill              | Navajo                                      | Tohatschi     |

## Beschreibung
Die Einwohnerzahl betrug beim Zensus 2020 302 Personen, Tendenz sinkend. Die Einwohner verteilten sich auf 57 Familien in 71 Haushalten. Fast alle Einwohner sind Navajo und alle sind sehr arm. Die meisten jungen Leute wandern ab in die Städte. Crystal ist eine typische Siedlung der Diné (Navajos). Die meisten Bewohner züchten Schafe und Rinder. Das Hügelland bietet Weideflächen für das Vieh. In der Gemeinde gibt es vier Kirchen, ein altes Gebäude im Blockhüttenstil, das früher als Gemeindehaus genutzt wurde, ein modernes Gemeindehaus, ein Schulzentrum und 63 Wohneinheiten der Mutual Help-Wohnungen der Navajo Housing Authority. Die Beschäftigung beschränkt sich auf die Schule und Programme der Stammesregierung. Die Bewohner der Gemeinde arbeiten als Pendler im Ort Navajo (New Mexico) und im Rahmen von Regierungsprogrammen in Fort Defiance und Window Rock.
Das Berggebiet mit dem Narbona-Pass ist landschaftlich sehr reizvoll und bietet viele Erholungsmöglichkeiten.

## Crystal Boarding School
Das Bureau of Indian Education (BIE) betreibt die Crystal Boarding School, ein Internat für die Klassenstufen K-6. Es wurde 1935 im Rahmen des New-Deal-Projekts eröffnet, um Internate für Indianer außerhalb der Reservate durch Internate innerhalb der Reservate zu ersetzen. Im Jahr 2014 wohnten etwa 30 Schüler im Internat, die meisten jedoch nicht. Nur ein Schlafsaal war geöffnet, da ein anderer als baufällig eingestuft wurde. Im Jahr 2013 wurden nur 5 % der Schüler als klassenstufengerecht in Mathematik eingestuft, obwohl die Schule den Großteil ihres Unterrichts bereits auf Mathematik und Lesen verlagert hatte, zu Lasten von Naturwissenschaften und Sozialkunde. 2015 stellte Politico fest, dass sich der Schulcampus in einem sehr schlechten Zustand befindet. Die Schule hat defekte Heizungen, Risse in den Wänden, weiters gibt es eine Asbestbelastung und Lecks in Wasserrohren.
Die schlechten schulischen Leistungen der Schüler an der Crystal Boarding School und vergleichbarer Schulen im Indianerreservat lassen sich auf ein komplexes Zusammenspiel struktureller, sozialer und historischer Faktoren zurückführen. Die Hauptgründe sind Armut, soziale Belastungen, Hunger, häuslicher Instabilität und fehlende medizinische Versorgung. Viele Lehrer bleiben nur kurz, weil die Bedingungen schwierig sind. Wenige Lehrer haben eine langfristige Bindung an die Schule, was Kontinuität und Beziehungspflege mit den Schülern erschwert. Fachkräfte für Sonderpädagogik oder Sprachförderung fehlen ganz.

## Persönlichkeiten
- Nicole Johnny, eine Investmanagerin, die bei Raven Indigenous Capital Partners arbeitet, einem Venture Capital Unternehmen, das in indigene Start-ups investiert und sie unterstützt.
- Henry Chee Dodge, Überlebender des Langen Marsches, von 1884 bis 1910 der letzte offizielle Oberhäuptling des Navajo-Stammes, von 1922 bis 1928 der erste Stammesvorsitzende des Navajo Business Council und von 1942 bis 1946 Vorsitzender des damaligen Navajo Tribal Councils. Er ist der Vater der Aktivistin und Politikerin Annie Dodge Wauneka.